# Jean-François Braunstein
Jean-François Braunstein (Marsella, 4 de noviembre de 1953) es un filósofo y profesor universitario francés. Su obra se centra principalmente en la historia de la ciencia y la filosofía de la ciencia.

## Biografía

### Juventud y estudios
Jean-François Braunstein estudió letras clásicas y modernas en la Universidad de Provenza Aix-Marsella I, donde obtuvo la licenciatura en letras modernas y la licenciatura en clásicos (1973). Al año siguiente, obtuvo la licenciatura en filosofía. El mismo año obtuvo una maestría en clásicos, con una tesis sobre «El pensamiento religioso de Buffon», bajo la dirección de Jean Deprun.
Continuó sus estudios en la Universidad Panthéon-Sorbonne y obtuvo, en 1977, un DEA en filosofía. Fue admitido en la agregación de filosofía el mismo año. En 1984 obtuvo el doctorado en Filosofía por la tesis «Medicina y filosofía. El lugar de Broussais en el debate sobre el materialismo en el siglo XIX», escrito bajo la dirección de Olivier Bloch.
Está autorizado para dirigir investigaciones desde 2005. Su tesis de habilitación fue «De la medicina a las ciencias humanas. Epistemología histórica y metodología de la historia de la ciencia», bajo la dirección de Anne Fagot-Largeault.

### Carrera profesional
Jean-François Braunstein comenzó su carrera docente como profesor de Terminale, primero en el liceo Noisy-le-Sec en 1979, luego en el liceo Paul-Langevin de Suresnes, y finalmente en el liceo Pierre-Bayle de Sedán. Dejó temporalmente la docencia en 1981, cuando fue designado miembro de la dirección general de programación y coordinación del Ministerio de Educación Nacional.
Luego enseñó en escuelas normales hasta 1991, cuando inició la carrera universitaria. Nombrado profesor de filosofía en la Universidad de Amiens en 1991. Entre 2007 y 2010 codirigió un seminario de historia de la medicina en la EHESS.
En 2008, fue nombrado profesor de filosofía contemporánea en la Universidad Panthéon-Sorbonne.

## Actividad científica y publicaciones
Jean-François Braunstein pertenece a diversas asociaciones y estructuras: es miembro del consejo científico del Centro Georges Canguilhem, miembro de la Sociedad Francesa de Filosofía, antiguo secretario de la Sociedad de Amigos de Jean Cavaillès, miembro de la Sociedad Internacional de Historia de la Psiquiatría, presidente de la asociación internacional Casa de Augusto Comte. Forma parte de la dirección editorial de La Nouvelle Quinzaine littéraire.
En 2018 publicó La Philosophie devenue folle : le genre, l'animal, la mort,obra en la que critica notablemente a John Money, Judith Butler, Peter Singer y Donna Haraway, a quienes acusa de borrar los límites entre hombres y mujeres, animales y humanos, vivos y muertos.
Su libro La Religion woke (2022) defiende la idea de que lo woke es una religión, en particular porque ve en la teoría del género «un rechazo de la realidad física y de sus límites». Según Braunstein, el pensamiento woke se basa en una crítica al racionalismo, a la Ilustración y la humanismo. El libro también se adentra en su crítica al transhumanismo.

## Actividades de medios
Jean-François Braunstein participa regularmente en emisiones de radio, en particular en France Culture:
- « Faut-il avoir peur du wokisme ? » («¿Deberíamos tener miedo del wokismo?»),[9] Responde, 25 de febrero de 2023
- « Affronter les limites plutôt que de les effacer ? » («¿Afrontar los límites en lugar de borrarlos?»),[10] Le grande table, 24 de septiembre de 2018.
- « Georges Canguilhem (1904-1995) : écrits de jeunesse » («Georges Canguilhem (1904-1995): escritos juveniles»), Les Chemins de la philosophie, 27 de enero de 2012.
- « Le XIXe siècle à travers les âges. 3/5 : Auguste Comte et le positivisme » («El siglo XIX a través de los siglos. 3/5: Auguste Comte y el positivismo»), Les Chemins de la philosophie, 29 de junio de 2011.
- « Le positivisme 3/4 » («Positivismo 3/4»), La Suite dans les idées, 9 de septiembre de 2009
- « Éthique médicale et philosophie politique » («Ética médica y filosofía política»), La Suite dans les idées, 6 de enero de 2009.
- « Journée spéciale Hôpital : la mort de la clinique ? » («Día Especial del Hospital: ¿la muerte de la clínica?»), Tout arrive, 13 de octubre de 2009.

## Obras
- Broussais et le matérialisme : médecine et philosophie au XIXe siècle (en francés). Méridiens-Klincksieck. 1986. p. 326.
- La Philosophie de la médecine d'Auguste Comte (en francés). París: PUF. 2009. p. 256. ISBN 978-2-13-055941-2.
- Auguste Comte aujourd'hui. Kimé. 2003. p. 321. ISBN 978-2-84174-315-5. (coautores Michel Bourdeau y Annie Petit)
- Canguilhem (en francés). París: PUF. 2007. p. 160. ISBN 978-2-13-056034-0.
- Textes clés de l'histoire des sciences (en francés). París: Vrin. 2008. p. 384. ISBN 978-2-7116-1933-7.
- Histoire de la psychologie (en francés). París: Armand Colin. 2010. p. 224. ISBN 978-2-200-24942-7. (coautora Evelyne Pewzner) [11]
- Manuel de culture générale (en francés) (4.º edición). Malakoff: Armand Colin. 2017. p. 560. ISBN 978-2-200-61885-8. (coautor Bernard Phan)
- Epistemology and History. From Bachelard and Canguilhem to Today's History of Science (en inglés). Max Planck Institut für Wissenschaftsgeschichte. 2012. p. 234. (coautores P. Schöttler, H. Schmidgen),
- Foucault(s) (en francés). Ediciones de la Sorbona. 2017. p. 297. (coautores D. Lorenzini, A. Revel, J. Revel, A. Sforzini)
- La Philosophie devenue folle (en francés). París: Grasset. 2018. p. 400. ISBN 978-2-246-81193-0.
- La Religion woke (en francés). París: Grasset. 2022. p. 288. ISBN 978-2246830313.